# Villard-Saint-Christophe
Villard-Saint-Christophe ist eine französische Gemeinde mit 398 Einwohnern (Stand: 1. Januar 2022) im Département Isère in der Region Auvergne-Rhône-Alpes. Sie gehört zum Arrondissement Grenoble und zum Kanton Matheysine-Trièves. Die Einwohner werden Villardois genannt.

## Geographie
Die Gemeinde Villard-Saint-Christophe liegt etwa 24 Kilometer südsüdöstlich von Grenoble am Flüsschen Jonche im Westen des Massivs Oisans. Der höchste Punkt im Gemeindegebiet ist der Gipfel des 2183 m hohen Pérolloier innerhalb eines der beiden Skiressorts der Gemeinde. Umgeben wird Villard-Saint-Christophe von den Nachbargemeinden Cholonge im Nordwesten und Norden, La Morte im Nordosten, Lavaldens im Osten, Saint-Honoré im Süden, Pierre-Châtel im Südwesten sowie Saint-Théoffrey im Westen.
|  |  |

## Bevölkerungsentwicklung
| Jahr                       | 1962 | 1968 | 1975 | 1982 | 1990 | 1999 | 2011 | 2021 |
| -------------------------- | ---- | ---- | ---- | ---- | ---- | ---- | ---- | ---- |
| Einwohner                  | 250  | 229  | 199  | 216  | 226  | 272  | 386  | 400  |
| Quellen: Cassini und INSEE |      |      |      |      |      |      |      |      |

## Sehenswürdigkeiten
- Kirche Saint-Christophe
- Pfarrhaus